# Jean de Compsa
Jean de Compsa (en latin : Ioannes Compsinus/Consinus), mort vers 615-618, est un insurrectionniste italien. 

## Biographie
Originaire de Compsa, il profita de la tourmente de l'exarchat de Ravenne et de la guerre perso-byzantine de 602-628 pour attaquer et s’emparer de Naples. Éleuthère réprime la rébellion. Compsa et ses hommes sont alors tués. 